# Xeropigo
Xeropigo es un género de arañas araneomorfas de la familia Corinnidae. Se encuentra en América.

## Lista de especies
Según The World Spider Catalog 12.0:
- Xeropigo brescoviti De Souza & Bonaldo, 2007
- Xeropigo camilae De Souza & Bonaldo, 2007
- Xeropigo candango De Souza & Bonaldo, 2007
- Xeropigo cotijuba De Souza & Bonaldo, 2007
- Xeropigo pachitea De Souza & Bonaldo, 2007
- Xeropigo perene De Souza & Bonaldo, 2007
- Xeropigo rheimsae De Souza & Bonaldo, 2007
- Xeropigo smedigari (Caporiacco, 1955)
- Xeropigo tridentiger (O. Pickard-Cambridge, 1869)